# Isidoro (serie animata)
Isidoro (Heathcliff and the Catillac Cats) è una serie televisiva a cartoni animati nel 1984 prodotta da DiC Entertainment, composta da 86 episodi in due stagioni e basato sul personaggio del gatto Isidoro.

## Trama
In questa serie, ci sono anche un gruppo di gatti guidati da Riff Raff che sono protagonisti in ogni singolo episodio, e sul cui incontro la prima delle 65 puntate è principalmente incentrata.

## Personaggi
- Isidoro
- Ettore
- Sonia
- Iggy
- Nonno
- Nonna
- Riff Raff
- Cleo
- Mungo
- Eugenio
- Teodoro
- Leroy

## Episodi
1. Il grande Pussinni / Prova di sopravvivenza
2. Vita da cani / Il guardiano del luna park
3. L'accalappiacani / Pagliacci per un giorno
4. Isidoro Mister Muscolo / Un esperimento pericoloso
5. Magri per amore / L'assistente burlone
6. Vacanze ai tropici / Mungo Super-Micio
7. L'imburratore automatico / Un po' di rispetto
8. Il nipote di Sonya / Lo scienziato pazzo
9. Isidoro stella della televisione / Riff Raff al Polo Sud
10. Il fantasma del vicolo / Il grande diluvio
11. Il boss del quartiere / Il concorso musicale
12. Una lezione di golf / Il mostro
13. Lavori in corso / Gita in Africa
14. Una scommessa pericolosa / Uno strano pennuto
15. Una nuova mamma / Cleo si vendica
16. Gli antenati di Isidoro / La banda della cioccolata
17. Una serata mondana / Leroy è innamorato
18. Ettore è sparito / Cleo è in pericolo
19. Isidoro a Pescilandia / Riff Raff grande cuoco
20. Isidoro impara l'educazione / La pentola magica
21. La macchina accalappiacani / Viaggio al centro della Terra
22. Un gatto eroe / Un portafortuna per Lucky
23. Il ricercato / L'harem di Moa Moa
24. Il cugino di Ettore / Il parco degli uccelli
25. Isidoro baby-sitter / La tromba del professor Flixx
26. Un week-end sulla neve / Riff Raff in affari
27. Il sosia di Isidoro / Il gigante dei boschi
28. Volare, che passione / Festa di Muffy
29. Buon compleanno Isidoro / La casa delle gattine
30. Il padrino / Furto di pesce
31. Caccia alla volpe / Cleo trasloca
32. L'evaso / Caccia grossa
33. A pesca di tonni / La mappa del tesoro
34. Errore giudiziario / Vita da randagi
35. Arriva la mamma / Danzamania
36. Il terrore del trombone / Riff Raff fa il cowboy
37. Ladri si nasce / Il cucciolo
38. Newton il toponauta / Finalmente ricchi
39. Isidoro star di Hollywood / La grande sfida
40. Il nuovo vicino / Liberatemi da Mungo
41. Incubo a Beverly Hills / Mungo all'attacco
42. Buono ma per poco / Il quadro parlante
43. Vita da cani / Viaggio nel tempo
44. La nuova casa di Ettore / Mungo innamorato
45. Il gatto reale / Mungo diventa re
46. Torna Ettore / Gatto Ninja alla riscossa
47. La terapia del pesce / Ricordi natalizi
48. Salviamo gli alberi / La stella del palcoscenico
49. Bellezza felina / La grande corsa
50. Un piano perfetto / Animali da guardia
51. Il finto Isidoro / Riprendiamoci la cadillac
52. La mamma di Isidoro / La partita di hockey
53. Casa dolce casa / Leroy sei licenziato
54. Palla di pelo / Il trucco di Leroy
55. Caccia all'uovo / Lettera alla nonna
56. Isidoro grande eroe / Tutto cominciò così
57. Isidoro al Polo Nord / Mingo e Mungo